# Национальная Рейнская опера

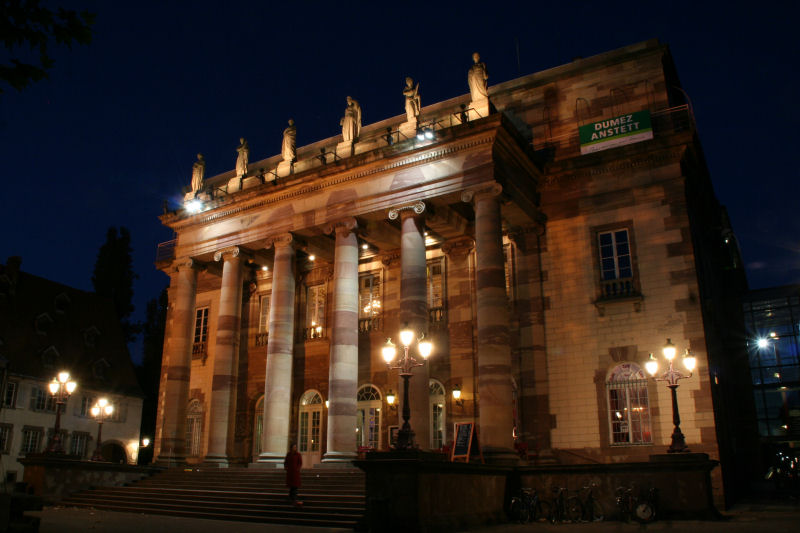
Национальная Рейнская опера в Страсбурге. Современное фото (здание 1888 г.).

Национа́льная Ре́йнская о́пера (фр. Opéra national du Rhin) в Страсбурге — государственный оперный театр во Франции, объединяющий музыкально-театральные учреждения Страсбурга, Мюлуза и Кольмара. Опере также принадлежит балетная труппа «Рейнский балет». Постоянные оркестры — Страсбургский филармонический оркестр и Мюлузский симфонический оркестр. Историю театра возводят к страсбургскому театру «Zimmerhof» (1603). Как оперный театр, официально существует с 1972, современное название с 1998.

## История
Первый оперный театр в Страсбурге был открыт в 1701 году, в перестроенном зернохранилище. После пожара, сменив несколько временных местоположений, новый Муниципальный оперный театр открылся на площади Брольи в 1821 году. Это здание было фактически полностью разрушено во время немецкой бомбардировки 1870 года, но было восстановлено в идентичном стиле, и вновь открылось в 1873 году.
Во время прусской аннексии вплоть до 1919 года несколько выдающихся деятелей занимали ведущие посты в Страсбургской опере: Ханс Пфицнер, (1910-19), Вильгельм Фуртвенглер (1910-11), Отто Клемперер (1914-17) и Джордж Селл (1917—1919). С 1919 по 1938 годы музыкальным руководителем работал Пола Бэстайд, который после Второй мировой войны вновь вернулся и поставил заметный спектакль, первую французскую премьеру «Беатриче и Бенедикт» Гектора Берлиоза.

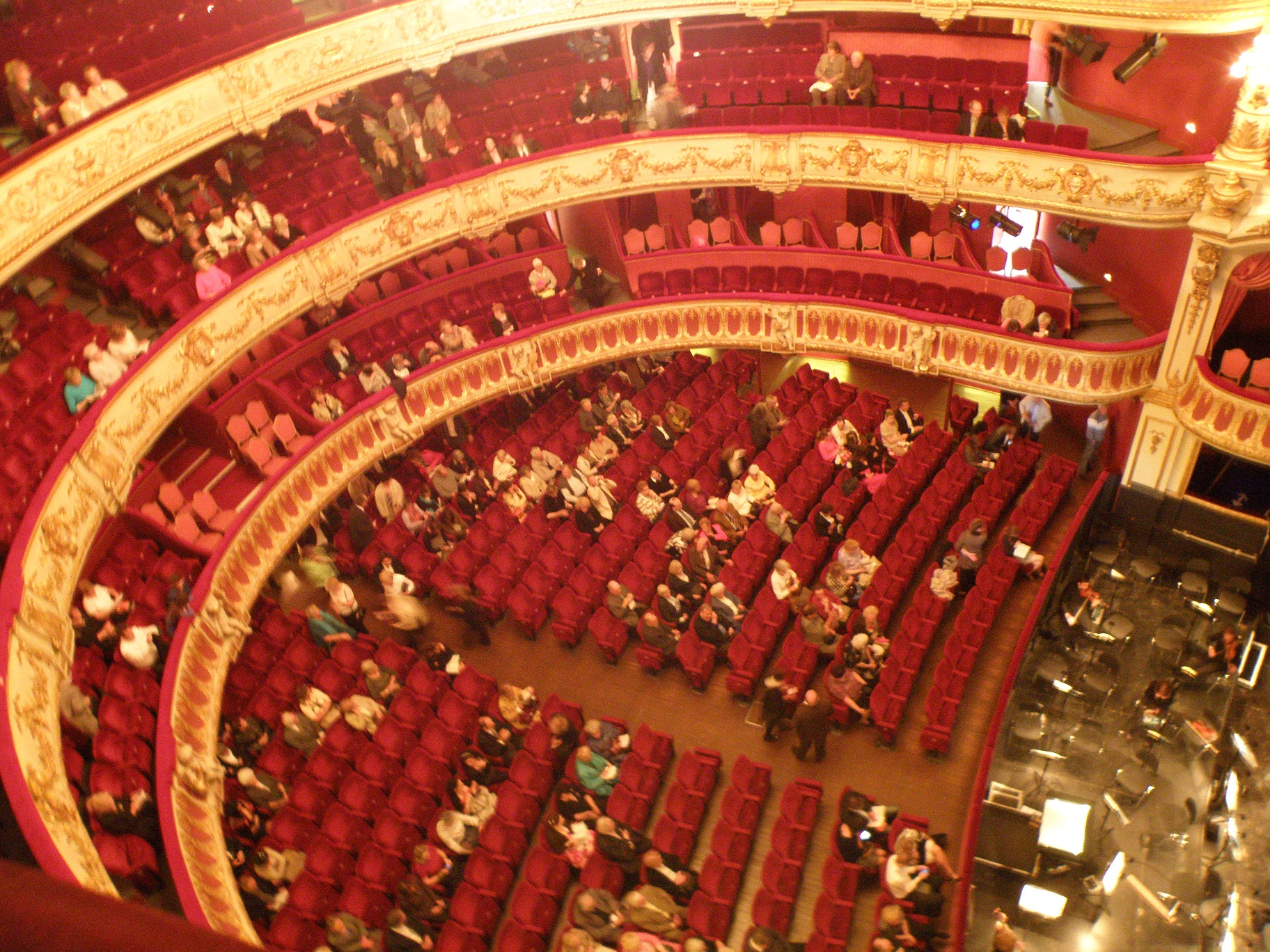
Страсбургский оперный театр в 2011 году

С 1948 по 1953 год, при Роджере Лаланде состоялись первые французские премьеры опер «Питер Граймз» (1949) Бенджамина Бриттена, «Художник Матис» (1951) Пауля Хиндемита, и «Похождения повесы» (1952) Игоря Стравинского. Дух новшества царил и при Фредерике Адаме, занимавшем пост директора с 1955 по 1972 год. Были поставлены «Кольцо нибелунга» Вагнера с Биргит Нильсон и французские премьеры «Узник» Луиджи Даллапикколы, «Царь Эдип» Игоря Стравинского, «Её падчерица» Леоша Яначека, «Женщина без тени» Рихарда Штрауса и «Далибор» Бедржиха Сметаны; была также поставлена опера Троянцы Гектора Берлиоза.
В 1972 году произошло слияние компаний, и сформирована Рейнская опера при директоре Алене Ломбаре, начавшееся с объединения Филармонического оркестра Страсбурга и Симфонического оркестра Мюлуза, являющихся исполнительными оркестрами в своих городах. В первые годы были попытки Ломбарда восстановить репертуар, так же как привлечь знаменитостей, таких как Биргит Нильсон и Монтсеррат Кабалье.
В конце 1970-х за Ломбардом последовал Рене Террэссон, бывший певец и архитектор, который также сделал много работы в этом направлении.

## Расположения
- Страсбург: Оперный театр на площади Бройля; а также Дворец правительства; Пале-де-ла-мюсик; иногда во Дворце конгрессов
- Мюлуз: Театр де ла Синь; Культурный центр ла Филатьё
- Кольмар: Муниципальный театр